# 丹基夫卡 (伊林齊區)
49°6′15″N 29°18′59″E / 49.10417°N 29.31639°E
丹基夫卡（烏克蘭語：Даньківка），是烏克蘭西南部的村落，隸屬文尼察州的文尼察區。該村始建於1550年，面積1.65平方公里，海拔高度204米，2022年該村落人口534。